# Ernst von Salomon
Ernst Friedrich Karl von Salomon (* 25. September 1902 in Kiel; † 9. August 1972 in Stöckte, Winsen (Luhe)) war ein deutscher Schriftsteller, Drehbuchautor und Rechtsterrorist. Als Jugendlicher hatte er in den Anfangsjahren der Weimarer Republik in verschiedenen Freikorps gekämpft, war Mitglied der rechtsterroristischen Organisation Consul und hatte sich wiederholt an politischen Verbrechen beteiligt, unter anderem an der Vorbereitung des Attentates auf Walther Rathenau. Als Autor wurde er von Armin Mohler der Konservativen Revolution zugerechnet. Sein bekanntestes Werk ist der in Form einer Autobiografie verfasste Bericht Der Fragebogen von 1951, in dem er die Entnazifizierungspolitik in der amerikanischen Besatzungszone nach 1945 kritisierte.

## Leben

### Jugend vor und während des Ersten Weltkrieges

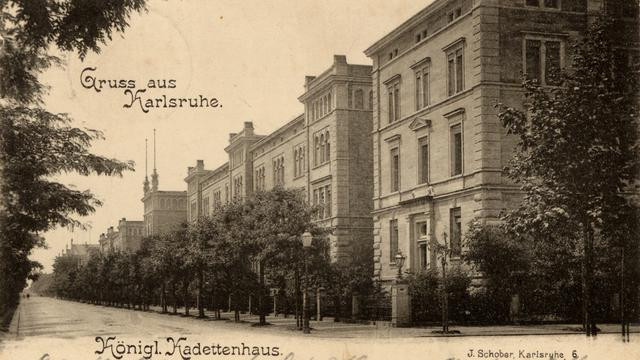
Königlich Preußisches Kadettenhaus in Karlsruhe, das Ernst von Salomon 1913–1917 besuchte und in Die Kadetten beschrieb.

Ernst von Salomon entstammte dem lothringischen Adelsgeschlecht Salomon. Sein Vater Felix von Salomon, ein ehemaliger Offizier, war Polizeibeamter. Ernst hatte einen älteren Bruder Bruno und zwei jüngere Brüder Horst und Günther. Die Kindheit verbrachte er zunächst in Kiel. 1909 wurde sein Vater nach Frankfurt am Main versetzt, wo er zunächst als Kriminalkommissar und später als Abteilungsleiter der Kriminalpolizei arbeitete. Ernst wuchs in der Rothschildallee im Stadtteil Nordend auf und besuchte von 1909 bis 1912 die Musterschule. 1912 und 1913 besuchte er das Lessing-Gymnasium, musste es jedoch aufgrund mangelnden Erfolgs verlassen und wechselte daher ab 1913 zur preußischen Kadettenanstalt in Karlsruhe und 1917 zur Hauptkadettenanstalt in Groß-Lichterfelde bei Berlin, wo er 1918 das Abitur ablegte. Die Zeit in der Kadettenanstalt wurde von ihm im autobiografischen Roman Die Kadetten verarbeitet. 1918 schloss sich Salomon rechtsextremen Gruppierungen an.

### Weimarer Republik
Im Dezember 1918 meldete sich Salomon freiwillig zu dem regierungstreuen Freikorps der „Landesjäger“ unter Generalmajor Georg Maercker. Mit diesem kämpfte er Anfang Januar 1919 während des Spartakusaufstandes in Berlin und nahm im Februar 1919 an der Sicherung der Weimarer Nationalversammlung teil. Er schloss sich dem im März 1919 gegründeten Hamburger Freikorps Bahrenfeld an, das im Juni 1919 in die Reichswehr überführt wurde. Mit den Hamburgern gelangte Salomon zur Eisernen Division ins Baltikum, wo er in Lettland unter dem Freikorps Hauptmann Liebermann als Maschinengewehrschütze zunächst unter dem Kommando der Obersten Heeresleitung, später im Dienste des Lettischen Volksrats gegen die Rote Armee Sowjetrusslands kämpfte.
Nach seiner Rückkehr aus dem Baltikum schloss sich Salomon der Marine-Brigade Ehrhardt von Hermann Ehrhardt an. Mit ihr nahm er im März 1920 am Kapp-Putsch teil, in dessen Verlauf die Brigade das Regierungsviertel in Berlin besetzte. Von Mai bis Juni 1921 kämpfte Salomon mit dem Freikorps Wolf im dritten Aufstand in Oberschlesien. Nach der Auflösung der Marine-Brigade Ehrhardt 1920 wurde Salomon Mitglied der Frankfurter Gruppe der rechtsterroristischen und antisemitischen Organisation Consul (O. C.), einer klandestinen Nachfolgeorganisation der Marine-Brigade, unter Friedrich Wilhelm Heinz. Ziel der Organisation Consul war es, die Republik zu beseitigen. Das sollte durch die Ermordung von exponierten Personen dieser Demokratie erfolgen. Dazu zählten vor allem Politiker jüdischer Abstammung, Politiker der demokratischen Parteien der Mitte, Politiker der Linken, Pazifisten und solche, die als „Erfüllungspolitiker“ galten.
So beteiligte sich Salomon auch am „angeblich nicht antisemitisch motivierten Attentat“ auf den Reichsaußenminister Walther Rathenau. Rathenau wurde am 24. Juni 1922 auf der Fahrt von seinem Wohnhaus zum Reichsaußenministerium in seinem offenen Wagen aus einem überholenden Auto von Erwin Kern und Hermann Fischer mit Schüssen aus einer Maschinenpistole und durch eine Handgranate ermordet. Salomon war an der Vorbereitung des Attentates maßgeblich beteiligt. In seinem autobiografischen Buch Der Fragebogen schilderte er, dass er für das Tatauto einen Fahrer vermittelt habe. Seine Rolle wird daher bis heute oft als eher gering eingeschätzt. In einer unveröffentlichten Passage des Buchmanuskripts gab er jedoch darüber hinaus zu, dass er im Vorfeld für den Anschlag auch den Tagesablauf und die Schutzmaßnahmen Rathenaus ausgespäht hatte. Die Täter und ihre Helfer wurden in kurzer Zeit aufgespürt. Kern und Fischer wurden am 17. Juli 1922 auf der Flucht in der Burg Saaleck gestellt. Dabei wurde Kern erschossen und Fischer nahm sich das Leben. Im Oktober 1922 wurde ein Prozess gegen 13 Tatbeteiligte vor dem mit dem Republikschutzgesetz neu errichteten Staatsgerichtshof zum Schutze der Republik in Leipzig geführt. Salomon wurde wegen Beihilfe zum Mord zu fünf Jahren Zuchthaus verurteilt. Da das Gericht die Tat Salomons „als ‚gemeines Verbrechen‘ qualifizierte, das ‚allein dem Juden Rathenau gegolten habe‘“, verhängte es für fünf Jahre nach der Verbüßung der Strafe die Aberkennung der bürgerlichen Ehrenrechte. Diesen Teil der Strafe bemängelte Salomon als ungerecht und entehrend, wie er 1928 unter anderem in einer Artikelserie unter dem Titel Minister Rathenaus Ende. Erinnerungen eines an dem welthistorischen Attentate Beteiligten für das Berliner NSDAP-Organ Der Angriff ausführte.
Noch vor dem Rathenau-Attentat hatten die Frankfurter O.-C.-Männer um Karl Tillessen, Erwin Kern und Ernst von Salomon versucht, ein Mitglied ihrer O.-C.-Gruppe, Erwin Wagner, als vermeintlichen Verräter umzubringen. Wagner war ihnen im Januar 1922 bei der Befreiung von Ludwig Dithmar, einem der bei den Leipziger Prozessen verurteilten Kriegsverbrecher, als Fahrer behilflich gewesen. In der Nacht vom 4. auf den 5. März 1922 hatten Salomon und seine Mittäter Wagner in Bad Nauheim mit Totschlägern schwer am Kopf verletzt und seinen Körper mit einem Stein beschwert in den See des Kurparks geworfen. Als der noch lebende Wagner versuchte, dem Ertrinken zu entgehen und an Land watete, schossen die Täter auf ihn. Salomon verhinderte mit einer Armbewegung den tödlichen Treffer, so dass Wagner schwimmend zur anderen Seite des Sees entkam. Eigentlich war vorgesehen, dass Salomon selber schoss, doch fehlte es dem damals 19-jährigen Salomon nach Meinung des Historikers Martin Sabrow „noch an Skrupellosigkeit“. Wagner hatte es nach dem Mordversuch nicht gewagt, ihn der Polizei zu melden. So war dieser Fememord-Versuch fünf Jahre ungesühnt geblieben.
Der Mordversuch an Wagner wurde 1926 durch eine Zeugenaussage im Femeausschuss des Reichstages aufgedeckt. Bezüglich dieser Tat kam es 1927 zu dem „Gießener Fememordprozess“ gegen Heinz, Salomon und einen weiteren O.-C.-Mann, Ernst Casimir Schwing. Salomons Verteidiger war der auf Femesachen und rechtsradikale Attentäter spezialisierte „Staranwalt der Rechtsextremisten“ Walter Luetgebrune. Bei dem Prozess zogen alle Zeugen die Aussagen gegen die Angeklagten zurück. Die wiederum schoben alle Schuld auf den 1922 im Zusammenhang mit dem Rathenaumord getöteten Erwin Kern. Die Tätigkeit der O. C. blieb im Dunkeln und der Führer der Terrorgruppe, Karl Tillesen, konnte als Zeuge unwiderlegt behaupten, dass die Feme nicht in Mord, sondern in gesellschaftlicher Ächtung der Opfer bestanden habe. Man habe dem Opfer höchstens eine Abreibung verpassen wollen. Dazu waren die Angehörigen des Gerichts sehr gegen die Republik voreingenommen und sympathisierten teilweise mit den Tätern. So kam es zu milden Urteilen und die Tätigkeit der Organisation Consul wurde nicht aufgeklärt. Salomon wurde wegen Körperverletzung zu dreieinhalb Jahren Gefängnis und Ernst Schwing wegen Beihilfe zum versuchten Totschlage zu eineinhalb Jahren Gefängnis verurteilt. Heinz wurde wegen Mangels an Beweisen freigesprochen. Salomons Strafe wurde mit seiner ersten Verurteilung zusammen auf eine Gesamtdauer von sieben Jahren festgelegt. Später räumte Salomon ein, dass das Urteil in Gießen ein Fehlurteil gewesen sei, da sie wirklich versucht hätten, Wagner zu ermorden. Dass es ihnen nicht gelungen sei, sei ein „Versager gewesen“. Infolge einer Begnadigung durch den Reichspräsidenten Paul von Hindenburg wurde Salomon schon im Dezember 1927 aus dem Zuchthaus Marienschloß auf Bewährung entlassen. Er heiratete danach in Berlin seine Jugendliebe Lieselotte Wölbert, mit der er sich als Häftling im Zuchthaus Striegau 1923 verlobt hatte. Sie gingen nach wenigen Jahren auseinander, blieben aber bis nach 1945 verheiratet.
Nach der Haftentlassung beschäftigte sich Salomon unter anderem mit Geldsammlungen zur Unterstützung inhaftierter Fememörder. Walter Luetgebrune vermittelte ihm den Kontakt zu Paul Fechter, der am 29. April 1928 im Feuilleton der Deutschen Allgemeinen Zeitung Salomons erste größere Arbeit, den Essay Der erste Tag veröffentlichte. Fechter rühmte sich in seiner 1952 neu herausgegebenen „Deutschen Literaturgeschichte“, Salomon literarisch entdeckt zu haben. Die nun erwachte öffentliche Aufmerksamkeit führte zur Aufnahme des Autors in die Kreise der Konservativen Revolution und des Nationalbolschewismus um Friedrich Hielscher, Hartmut Plaas und Arnolt Bronnen. Salomon publizierte fortan Arbeiten in deren Presse.

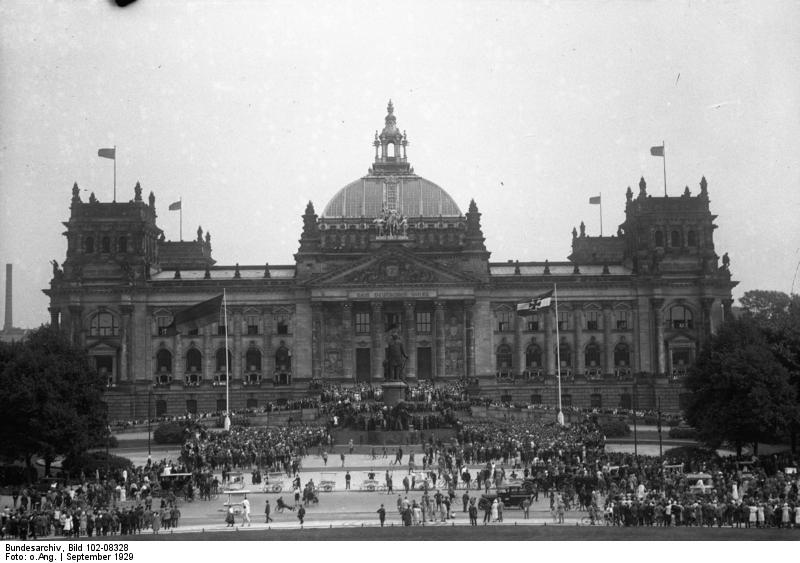
Menschenauflauf vor dem Reichstag am 1. September 1929

1929 unterstützte Salomon an der Seite seines Bruders Bruno von Salomon die Landvolkbewegung in Schleswig-Holstein zunächst publizistisch. Die Kampfformen der Bauern steigerten sich zu Bombenattentaten, woran sich Salomon mit einem provokatorischen Scheinanschlag auf das Reichstagsgebäude in Berlin beteiligte. Im Keller des Gebäudes explodierte in der Nacht zum 1. September 1929 eine „Höllenmaschine“, ein mit einem „nichtbrisanten, schwarzpulverartigen Sprengstoff“ gefülltes Paket, das Salomon dort mit Walter Muthmann abgelegt hatte. Der Sachschaden war minimal. Die Folge war eine größere Verhaftungsaktion, die nicht nur das nationalkonservative Lager betraf. Salomon konnte keine Tatbeteiligung nachgewiesen werden, und im Dezember ließ man ihn frei. Während der dreimonatigen Untersuchungshaft in der Justizvollzugsanstalt Moabit vollendete Salomon auf Anregung von Ernst Rowohlt seinen autobiografischen Romanerstling Die Geächteten, der im Januar 1930 im Rowohlt Verlag erschien. 1933 folgte im gleichen Verlag Die Kadetten mit einem Bekenntnis zum Preußentum. Beide Bücher waren Erfolge – im Unterschied zum 1932 erschienenen Roman Die Stadt, den Salomon allerdings als sein bestes Werk einschätzte. Der Roman enthält eine autobiografisch gefärbte Schilderung der Rebellion. Dass zur Landvolkbewegung drei bekannte deutsche Schriftsteller, Hans Fallada mit Bauern, Bonzen und Bomben (Rowohlt, Berlin 1931), Salomon mit Die Stadt (Rowohlt, Berlin 1932) und Bodo Uhse mit Söldner und Soldat (Carrefour, Paris 1935), Romane als Augenzeugen geschrieben hatten, ist von der deutschen Literaturforschung bisher „weitgehend unbeachtet geblieben“.

### Während des Nationalsozialismus
Nach der Machtergreifung der Nationalsozialisten 1933 veröffentlichte Salomon den Roman Die Kadetten und danach das Sachbuch Nahe Geschichte. Letzteres war eine Vorveröffentlichung zur Geschichte der Freikorpskämpfer, die 1938 als Das Buch vom deutschen Freikorpskämpfer erschien. Salomons Veröffentlichungen aus den Jahren vor 1933 erschienen in Neuauflagen oder als Auszüge in der Reihe „Dokumente vom Kampf um die Wiedergeburt der Nation“. Mit all diesen Büchern hatte Salomon im NS-Staat sehr hohe Auflagen. Im April 1933 wurde Salomon zusammen mit Hans Fallada kurzzeitig inhaftiert. Der Vermieter von Fallada hatte beide bei der SA und Polizei denunziert. Er hatte eine ihm hintertragene Äußerung falsch verstanden und zeigte Fallada und Salomon wegen eines geplanten Attentats an. Dabei hatte Fallada nur seinem Dienstmädchen gegenüber davon gesprochen, dass sein Freund Salomon ein Attentäter sei. Durch die Fürsprache alter Freunde kamen sie nach einigen Tagen frei.
Das 1933 aufgesetzte Gelöbnis treuester Gefolgschaft deutscher Schriftsteller gegenüber Hitler unterzeichnete Salomon nicht. Nach dem Röhm-Putsch 1934 stand Salomon bei NS-Parteidienststellen im Ruf eines „Strasser-Mannes“, zumal sein emigrierter Bruder Bruno ein bekanntes KPD-Mitglied war.
Salomon war Teil eines Freundeskreises, dessen Mitglieder sich in den gemeinsamen Gesprächen regimekritisch äußerten. Zu diesem Kreis gehörten auch Arvid Harnack und Harro Schulze-Boysen, die später einen Teil der von der Gestapo zusammenfassend als „Rote Kapelle“ bezeichneten Widerstandskreise bildeten. Da seine Lebensgefährtin Ille Gotthelft, die mit ihm als zwanzigjährige Literaturstudentin ein Liebesverhältnis eingegangen war, Jüdin war, zogen sich die Salomons aus diesem Freundeskreis zurück. Ille Gotthelft galt nach den Nürnberger Gesetzen von 1935 als „Volljüdin“. Salomon schützte sie vor der Verfolgung, indem er mit ihr zusammenzog und sie als seine Ehefrau ausgab. Diese unterstützte die Täuschung durch den Verzicht auf eine Ehescheidung. Als Ernst Rowohlt trotz gesetzlicher Verpflichtung seine jüdischen Verlagsmitarbeiter nicht entließ, ging Salomon 1934 ein Scheinarbeitsverhältnis im Verlag ein. Er meldete sich statt eines jüdischen Lektors bei der Reichskulturkammer an. Als später aufflog, dass Rowohlt jüdische Lektoren beschäftigt hatte, war dies einer der Gründe der Schließung des Verlages und der Emigration Rowohlts im Jahre 1938.
Seit 1936 war Salomon ins Filmgeschäft gewechselt und lebte fortan als Drehbuchautor für Unterhaltungsfilme, aber auch Propagandafilme. So schrieb er das Drehbuch zu dem antidemokratischen, „antienglischen und antisemitischen“ NS-Propagandafilm Carl Peters, der im September 1941 in die Kinos kam. Dazu schrieb er an einen Vertrauten: „… vielmehr bin ich ein ganz korruptes Schwein geworden, das den schäbigen Rest von Seele glatt für die Brosamen verkauft, welche vom reich besetzten Tisch der UFA fallen …“. In den Lebenserinnerungen seiner „gegnerisch“ eingestellten Freunde in Berliner Künstler- und Intellektuellenkreisen erscheint Salomon als einer der „Hauptwortführer“ und mit dem Drang, „unzeitgemäß“ zu sein. Der Schriftsteller Carl Zuckmayer zählte in seinem 1943/44 im Exil für das OSS verfassten Geheimreport Salomon zu den „nicht ohne weiteres einzuordnenden Sonderfällen“ und hier zu den „positiven“:

„Er meinte es vollkommen ehrlich mit seiner Abkehr von nationalistischem Verschwörertum, demagogischem Antisemitismus und völkischem Ressentiment. […] Es ist schon eine ziemliche Charakterleistung, dass er sich nicht von den Nazis zum ‚Helden‘ und Märtyrer machen liess, er hätte sich leicht einen Schlageternimbus verschaffen können, aber er war allerdings durch Freundschaften und Beziehungen zu Intellektuellen für die Nazis verdorben und leise verdächtig. Sein menschliches Niveau war zu gut, um sich ins Nazitum abbiegen zu lassen.“

Salomon war von 1935 bis 1945 Mitglied der Reichskulturkammer. Als der Krieg begann, wurde Salomon vom Militärdienst freigestellt. 1940 legte er sich ein Anwesen in Siegsdorf in Oberbayern zu, wo er mit Ille Gotthelft das Kriegsende erlebte. Von Oktober 1944 bis Mai 1945 war Salomon im örtlichen Volkssturm eingesetzt.

### Nachkriegszeit
Am 11. Juni 1945 wurden Salomon und Ille Gotthelft vom CIC wegen Salomons „aktiver Feindschaft gegen die Weimarer Republik und seiner Nähe zur nationalsozialistischen Ideologie“ interniert. Während dieser Zeit erlebte Salomon nach eigenen Angaben Misshandlungen durch US-Soldaten, die er in seinem unten erwähnten Roman Der Fragebogen thematisiert. Während Gotthelft im März 1946 entlassen wurde, blieb Salomon bis zum 5. September 1946 in Haft. Der Film Carl Peters, zu dem Salomon das Drehbuch verfasst hatte, wurde von den britischen Besatzungsbehörden verboten, weil er nationalsozialistische Filmpropaganda fortsetze. In der Bundesrepublik ist der Film von der Friedrich-Wilhelm-Murnau-Stiftung wegen seines rassistischen und volksverhetzenden Inhalts als Vorbehaltsfilm kategorisiert und kann nur zu besonderen Bedingungen gezeigt werden (Stand 2014).
1951 veröffentlichte Salomon seinen in autobiografischer Form geschriebenen Roman Der Fragebogen, in dem er seine Antworten auf die Fragen der „Entnazifizierungsbehörde“ dokumentierte (siehe auch Persilschein). Der Roman, der Salomons Ablehnung gegenüber dem amerikanischen Projekt „Entnazifizierung“ in plakativ ironischer Weise zum Ausdruck brachte, löste erhitzte Diskussionen aus und wurde zum ersten Bestseller der Bundesrepublik Deutschland. Es ist das bekannteste und erfolgreichste Werk Salomons. Salomons Erinnerungen hoben sich von den Lebenserinnerungen anderer Nicht-Emigranten durch einen „Aufrichtigkeitsgestus“ ab, den er sich erlauben konnte, weil er sich keine Widerstandslegende andichtete und sich nicht gegen den Vorwurf, Mitglied der NSDAP gewesen zu sein, zu verteidigen brauchte. Der Roman wurde 1985 unter der Regie von Rolf Busch, mit Heinz Hoenig in der Rolle des Ernst von Salomon, vom Norddeutschen Rundfunk verfilmt. Das szenische Fernsehspiel schildert die Vernehmung Salomons vor der Spruchkammer, mit filmischen Rückblenden auf das Leben des Autors.
Salomon ließ „wenig Distanz zu seiner eigenen Geschichte“ erkennen und machte sich mit dem Buch „zum Sprecher derjenigen“, die trotz der Zerstörung Deutschlands und der zahllosen Opfer der nationalsozialistischen Unrechtspolitik „weiterhin deutschnational dachten“, urteilen Hans Sarkowicz und Alf Mentzer. Einem Bonmot Alfred Polgars in seiner Besprechung des Romans von 1951 zufolge wurde in dem Roman Salomons „das ungeratene Dritte Reich zurechtgewiesen, wie ein ungeratener Sohn von seinem Vater, dem hierbei der Stolz über den Teufelsjungen im Auge blinkt“.
Zwischen 1954 und 1956 verfasste Salomon die Drehbücher zur Filmtrilogie 08/15 (1954/55) und zu Liane, das Mädchen aus dem Urwald (1956). 1960 folgte mit Das Schicksal des A.D. (Arthur Dietzsch) eine erneute biografische Reflexion. 1961 nahm Salomon in Tokio an der Weltkonferenz gegen die Atombombe teil. Er engagierte sich in der aufkommenden Friedensbewegung – im Demokratischen Kulturbund Deutschlands und der Deutschen Friedens-Union.
Ernst von Salomon ist der Vater des Filmproduzenten und ehemaligen Spiegel-TV-Chefredakteurs Cassian von Salomon.

## Bewertungen
Die 1946 in der Sowjetischen Besatzungszone veröffentlichte Liste der auszusondernden Literatur enthielt sämtliche Buchtitel Salomons, die Liste von 1953 auch zwei weitere in der NS-Zeit veröffentlichte Teile der „Geächteten“. Andererseits lieferte der Antiamerikanismus Salomons das Bindeglied zur Ideologie der DDR. Die Literaturwissenschaft der DDR zählte 1965 Salomons Fragebogen sogar zu den „antifaschistischen Autobiografien“. Salomon erschien als „einstiger Nationalist und Freikorpskämpfer, der zum Hitlergegner wurde und später eine Linkswendung vollzog“.
In Frankreich wurde der Fragebogen (Le Questionnaire, 1954) „zum ersten deutschen Sensationserfolg nach dem Krieg“ und machte Salomon zu einem der „seltenen Deutschen“, deren Meinung man zu politischen Debatten gern im Fernsehen einholte. Salomon erschien dem Publikum wegen seiner Vergangenheit und seines „antiamerikanischen Zuges“ faszinierender als die „guten Deutschen, die mit Respekt und Langeweile“ anerkannt wurden.
Der britisch-israelische Historiker für Europäische Geschichte und Geschichte des Antisemitismus Robert S. Wistrich bezeichnete Salomon „als Vorläufer und Wegbereiter des Dritten Reiches – nicht zuletzt durch seine ‚moralische Farbenblindheit‘, seine Selbstgerechtigkeit und seinen Nihilismus“. Seine Autobiografie Der Fragebogen sei bitter, zynisch und von „absoluter Gleichgültigkeit“ gegenüber den Verbrechen des Zweiten Weltkriegs. Auch anderen Autoren gilt er als geistiger Wegbereiter des Nationalsozialismus.

## Bücher
- Die Geächteten. Rowohlt Verlag, Berlin 1930, DNB 576356182.
Freikorps. Die Geächteten. Unitall-Verlag, Salenstein 2011, ISBN 978-3-905937-35-0.
- Die Stadt. Rowohlt Verlag, Berlin 1932, DNB 576356328.
- Die Kadetten. Rowohlt Verlag, Berlin 1933, DNB 576356247.
Die Kadetten. Rowohlt Repertoire, Reinbek 2017, ISBN 978-3-688-10459-8.
- Nahe Geschichte. Ein Überblick. Rowohlt Verlag, Berlin 1936, DNB 576356239.
- Das Buch vom deutschen Freikorpskämpfer. Als Herausgeber. Limpert Verlag, Berlin 1938, DNB 57926680X.
Das Buch vom deutschen Freikorpskämpfer. Faksimile. Verlag für ganzheitliche Forschung, Viöl 2001, ISBN 3-932878-92-2.
- Boche in Frankreich. Roman. Zeichnungen von Wilhelm M. Busch. Rowohlt Verlag, Hamburg 1950, OCLC 459330609.
Glück in Frankreich. Geschichte eines verliebten Sommers. Erweiterte Neuausgabe. Rowohlt Verlag, Reinbek 1985, ISBN 3-499-15664-4.
- Der Fragebogen. Roman. Rowohlt Verlag, Hamburg 1951, DNB 454263384.
Der Fragebogen. Rowohlt E-Book, Reinbek 2013, ISBN 978-3-644-02371-0.
- Das Schicksal des A.D. Ein Mann im Schatten der Geschichte. Ein Bericht. Rowohlt Verlag, Reinbek 1960, DNB 454263430.
- Die schöne Wilhelmine. Ein Roman aus Preußens galanter Zeit. Rowohlt Verlag, Reinbek 1965, DNB 454263449.
(Platz 1 der Spiegel-Bestsellerliste vom 5. Mai bis zum 19. Oktober 1965)
Die schöne Wilhelmine. Rowohlt Repertoire, Reinbek 2017, ISBN 978-3-688-10461-1.
- Deutschland. Städte und Landschaften, aus dem Flugzeug gesehen. Buch und Zeit Verlagsgesellschaft, Köln 1967, DNB 576356166.
- Deutschland, deine Schleswig-Holsteiner. Dem Feinde weh, der sie bedroht. Illustrationen von Heinz Schrand. Hoffmann und Campe, Hamburg 1971, ISBN 3-455-06480-9.
- Die Kette der tausend Kraniche. Rowohlt Verlag, Reinbek 1972, ISBN 3-498-06099-6.
- Der tote Preuße. Roman einer Staatsidee. Vorwort von Hans Lipinsky-Gottersdorf (= rororo. Nr. 4081). Rowohlt Verlag, Reinbek 1972, ISBN 3-499-14081-0.

## Filmdrehbücher
- 1937: Menschen ohne Vaterland
- 1938: Kautschuk
- 1939: Sensationsprozeß Casilla
- 1939: Kongo-Express
- 1941: Carl Peters
- 1943: Der dunkle Tag
- 1943: Der unendliche Weg
- 1943: Die Unheimliche Wandlung des Axel Roscher
- 1943: Johann
- 1944/48: Frech und verliebt
- 1945/49: Münchnerinnen
- 1945/49: Das Gesetz der Liebe
- 1954: 08/15
- 1955: 08/15 Zweiter Teil
- 1955: 08/15 in der Heimat
- 1956: Weil du arm bist, mußt du früher sterben
- 1956: Geliebte Corinna
- 1956: Liane, das Mädchen aus dem Urwald
- 1957: Liane, die weiße Sklavin
- 1960: Soldatensender Calais
- 1961: Lysistrata (Fernsehfilm)
- 1965: 'Glück in Frankreich (Fernsehfilm)
- 1968: Rinaldo Rinaldini (Fernsehserie)

## Filme
- Ami Go Home oder der Fragebogen. Norddeutscher Rundfunk (NDR) 1985, Regie: Rolf Busch, mit Heinz Hoenig in der Rolle des jungen Ernst von Salomon.